# U-410
Unterseeboot 410 foi um submarino alemão do Tipo VIIC, pertencente a Kriegsmarine que atuou durante a Segunda Guerra Mundial.

## Comandantes
| Comandante              | Data                                             |
| ----------------------- | ------------------------------------------------ |
| Kurt Sturm              | 23 de fevereiro de 1942 - 4 de fevereiro de 1943 |
| Oblt. Horst-Arno Fenski | 5 de fevereiro de 1943 - 11 de março de 1944     |

## Subordinação
Durante o seu tempo de serviço, esteve subordinado às seguintes flotilhas:
| Período                                        | Flotilha                                   |
| ---------------------------------------------- | ------------------------------------------ |
| 23 de fevereiro de 1942 - 31 de agosto de 1942 | 5. Unterseebootsflottille (treinamento)    |
| 1 de setembro de 1942 - 31 de maio de 1943     | 7. Unterseebootsflottille (serviço ativo)  |
| 1 de junho de 1943 - 11 de março de 1944       | 29. Unterseebootsflottille (serviço ativo) |

## Operações conjuntas de ataque
O U-410 participou das seguinte operações de ataque combinado durante a sua carreira:
- Rudeltaktik Lohs (13 de setembro de 1942 - 22 de setembro de 1942)
- Rudeltaktik Blitz (22 de setembro de 1942 - 26 de setembro de 1942)
- Rudeltaktik Tiger (26 de setembro de 1942 - 29 de setembro de 1942)
- Rudeltaktik Letzte Ritter (29 de setembro de 1942 - 1 de outubro de 1942)
- Rudeltaktik Wotan (5 de outubro de 1942 - 17 de outubro de 1942)
- Rudeltaktik Raufbold (11 de dezembro de 1942 - 20 de dezembro de 1942)
- Rudeltaktik Robbe (16 de fevereiro de 1943 - 13 de março de 1943)